# Kabupaten de Maybrat
Le kabupaten de Maybrat (en indonésien : Kabupaten Maybrat), est une subdivision administrative de la province de Papouasie du Sud-Ouest en Indonésie. Son chef-lieu est Kumurkek.

## Géographie
Le kabupaten s'étend sur 5 461,69 km2 dans le centre de la province, sur la péninsule de Doberai. Il comprend les onze districts d'Aifat, Aifat Selatan, Aifat Timur, Aifat Utara, Aitinyo, Aitinyo Barat, Aitinyo Utara, Ayamaru, Ayamaru Timur, Ayamaru Utara et Mare.

## Histoire
Le kabupaten est créé le 16 janvier 2009 par le regroupement de onze districts détachés du kabupaten de Sorong alors dans la province de Papouasie occidentale. Maybrat fait partie de la province de Papouasie du Sud-Ouest depuis la création de celle-ci le 9 décembre 2022.

## Démographie
La population s'élevait à 42 991 habitants en 2020.